# San Mateo de Albarca
San Mateo de Albarca o San Mateo de Aubarca (en catalán y oficialmente Sant Mateu d'Eubarca) es un pueblo y parroquia del municipio español de San Antonio, en Ibiza. Cuenta con 623 habitantes a fecha de 2024.

## Descripción
Ubicado a 13 kilómetros al noreste del centro municipal, junto a la Cala Aubarca y a 17,9 km al norte de Ibiza (ciudad). Se accede a través de la carretera PMV 804-1. El pueblo se encuentra en el valle de Albarca. El valle se caracteriza por sus limoneros y naranjos y campos de almendros. El pueblo es famoso por sus vinos, ya que es la mayor superficie de viñedos de la isla.
El núcleo urbano data de finales del siglo XVIII, cuando se construye la iglesia parroquial de San Mateo en la venda de Aubarca, alrededor de la cual se levantaron las viviendas. Cada mes de diciembre se celebra una popular  torrada (asado de carnes y embutidos), al aire libre, en la que se da a probar el vino de la localidad. El vino corresponde al denominado vino payés (Vi pagès, en catalán).
La parroquia de San Mateo se divide en las vendas de Albarca, Benimaimó, Besora, Can Miquel Cires, Cas Turs, sa Noguera, Racó d'Alcalà. La conmemoración católica de San Mateo (apóstol y evangelista) se celebra el 21 de septiembre.